# Puyravault (Charente-Maritime)
Puyravault ist eine französische Gemeinde mit 723 Einwohnern (Stand: 1. Januar 2022) im Département Charente-Maritime in der Region Nouvelle-Aquitaine; sie gehört zum Arrondissement Rochefort und ist Teil des Kantons Surgères. Die Einwohner werden Pyrates genannt.

## Geographie
Puyravault liegt etwa 24 Kilometer östlich von La Rochelle in der historischen Region Aunis. Umgeben wird Puyravault von den Nachbargemeinden Vouhé im Norden und Nordosten, Surgères im Osten und Südosten, Chambon im Süden und Westen sowie Bouhet im Nordwesten.

## Bevölkerungsentwicklung
| Jahr                      | 1962 | 1968 | 1975 | 1982 | 1990 | 1999 | 2006 | 2013 |
| Einwohner                 | 472  | 433  | 381  | 414  | 406  | 467  | 500  | 642  |
| Quelle: Cassini und INSEE |      |      |      |      |      |      |      |      |

## Sehenswürdigkeiten
Siehe auch: Liste der Monuments historiques in Puyravault (Charente-Maritime)

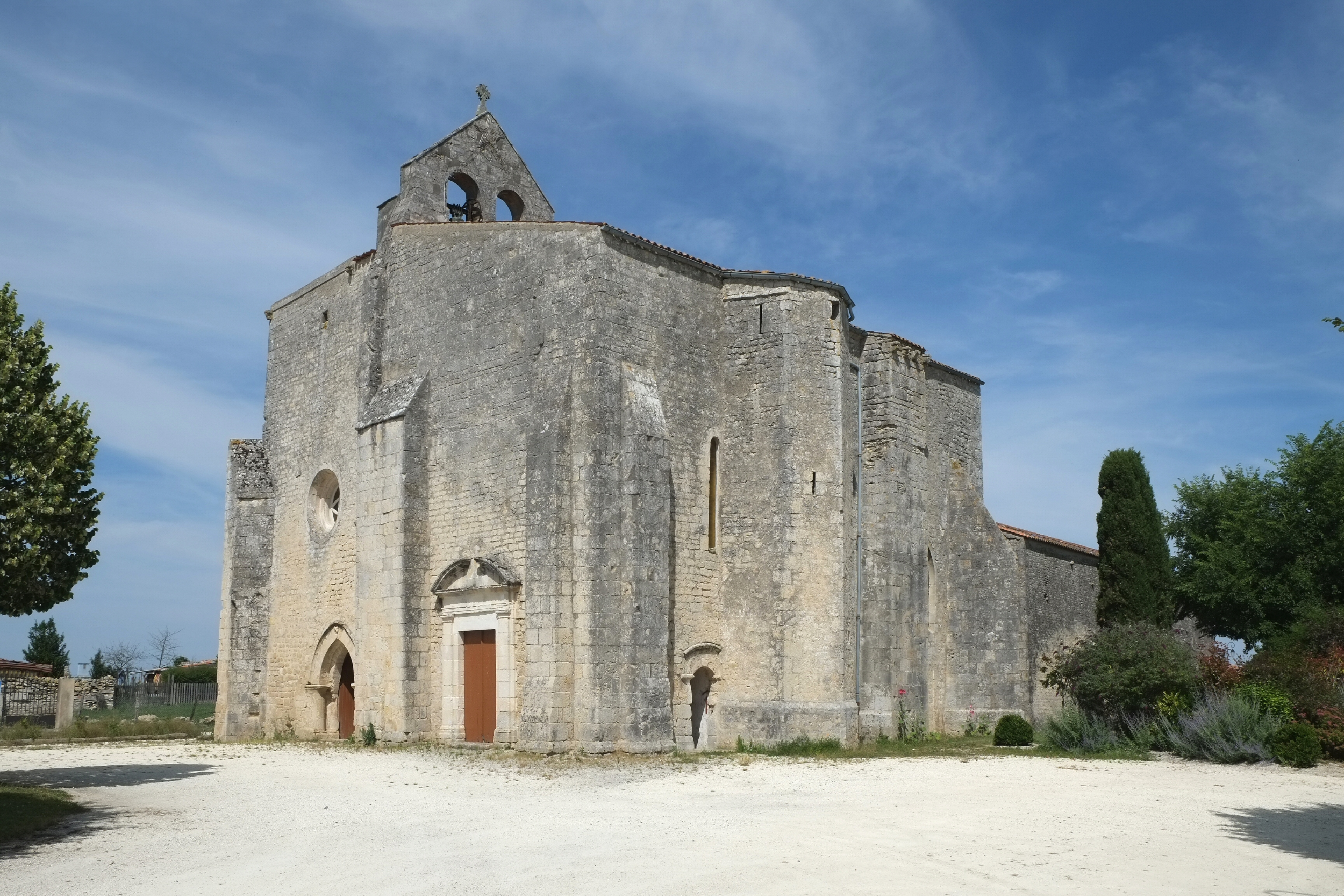
Kirche Sainte-Trinité

- Kirche Sainte-Trinité

## Persönlichkeiten
- Pierre-François Audry de Puyraveau (1773–1852), Politiker, Anführer der Juli-Revolution